# Pauline Nordin
Pauline Nordin (Municipio de Ystad, 23 de julio de 1982) es una competidora de fitness de la IFBB, atleta Pro Figure, modelo y entrenadora de fitness, actriz y periodista sueca.

## Biografía
Al principio de su adolescencia, a los 12 años, Pauline luchó contra graves trastornos mentales y alimentarios, lo que hizo que se viera y se sintiera muy poco saludable. También empezó a hacer ejercicio varias horas al día, por temor a aumentar de peso; en ese momento sólo pesaba unos 38,5 kilogramos.
Descubrió su pasión por el culturismo a los 17 años tras ver una revista de culturismo en una tienda. Mirando la revista, Pauline se dio cuenta de la diferencia entre estar en forma y peligrosamente delgada y decidió dejar de destruir su salud. Con la ayuda de su entrenador y la motivación de las revistas de fitness, entrenó sin parar en el gimnasio durante los tres años siguientes, decidida a cambiar su vida. A los veinte años, participó en numerosas competiciones de culturismo. De hecho, a los 20 años, ganó su primera competición y se convirtió en Campeona Nacional Adolescente.
Durante los tres años siguientes, defendería el título tres veces consecutivas antes de pasar a la división senior, donde quedó segunda dos veces seguidas.
Escribe y modela para revistas de fitness. En 2005, Pauline fue entrenadora de la versión sueca del programa de televisión The Biggest Loser, Suurin pudottaja, los concursantes a los que entrenaron para perder el mayor peso posible ganaron el programa. Pauline también escribe para Bodybuilding.
A finales de 2006, Nordin se trasladó a los Estados Unidos para ampliar sus horizontes y buscar oportunidades. Apareció en portadas de revistas y estaba decidida a competir en el circuito de la IFBB.
En 2007, fundó su marca de fitness Fighterdiet, que ofrece entrenamientos, su propio concepto de dieta, retos y grupos de apoyo para ayudar a las personas a desarrollar y mantener hábitos saludables de por vida.
Sus clases de fitness y nutrición incluso llamaron la atención del Cuerpo de Marines de los Estados Unidos, que quiso contratarla para entrenar a los reclutas estadounidenses. A pesar de su falta de formación militar, los oficiales del Cuerpo de Marines reconocieron que sus enseñanzas tenían un claro potencial.